# Grania inermis
Grania inermis is een ringworm uit de familie van de Enchytraeidae. De wetenschappelijke naam van de soort is voor het eerst geldig gepubliceerd in 1990 door Erséus.